# 28 nap
A 28 nap (eredeti cím: 28 days) Betty Thomas 2000-ben bemutatott drámája, Susannah Grant regényéből készült. Főszereplők: Sandra Bullock, Viggo Mortensen és Dominic West.

## Cselekménye
Gwen (Sandra Bullock) egy bulizós lány. És alkoholista. Egy szokásos átmulatott este után nyoszolyólány létére 45 perc késéssel érkezik a nővére esküvőjére. Ez persze korántsem elég, barátjával (Dominic West) – aki szintén nem veti meg az italt – néhány röpke óra leforgása alatt sikerül teljesen tönkretenniük a rendezvényt. Esnek-kelnek a táncparketten, Gwen egyenesen bele az esküvői tortába. Azonmód, részegen, egy szál kombinéban bevágja magát az esküvői limuzinba, hogy másik tortát szerezzen. Miközben mobiltelefonon a tudakozót hívja, belehajt az autóval egy családi házba. A bíró 28 nap elvonóra ítéli. Az intézetben szigorú szabályok mellett és a különös sorstársak között eleinte  nehezen telnek a napok…

## Szereplők
| Szereplő      | Színész                | Magyar hang            |
| ------------- | ---------------------- | ---------------------- |
| Gwen Cummings | Sandra Bullock         | Für Anikó              |
| Eddie Boone   | Viggo Mortensen        | Stohl András           |
| Jasper        | Dominic West           | László Zsolt           |
| Lily Cummings | Elizabeth Perkins      | Incze Ildikó           |
| Andrea        | Azura Skye             | Soltész Bözse          |
| Cornell Shaw  | Steve Buscemi          | Haás Vander Péter      |
| Gerhardt      | Alan Tudyk             | Dévai Balázs           |
| Oliver        | Mike O’Malley          | Bede-Fazekas Szabolcs  |
| Roshanda      | Marianne Jean-Baptiste | Bede-Fazekas Annamária |
| Daniel        | Reni Santoni           | Versényi László        |
| Bobbie Jean   | Diane Ladd             | Mednyánszky Ági        |
| Betty         | Margo Martindale       | Illyés Mari            |
| Evelyn        | Susan Krebs            | Zsurzs Kati            |